# No Fixed Address
„No Fixed Address“ е осмият студиен албум на канадската рок група „Никълбек“. Пуснат е на 14 ноември 2014 г. в Австралия чрез „Републик Рекърдс“. Издаването на албума съвпада с 6 години от шестия студиен албум „Dark Horse“. Албумът е предшестван от пилотния сингъл „Edge Of A Revolution“, който е представен на 18 август 2014 г. Това е първото издание на групата в „Републик Рекърдс“, след напускането на дългогодишния лейбъл „Роудрънър Рекърдс“ през 2013 г.

## Песни
1. Million Miles An Hour 4:10
2. Edge Of A Revolution 4:03
3. What Are You Waiting For? 3:38
4. She Keeps Me Up 3:57
5. Make Me Believe Again 3:33
6. Satellite 3:57
7. Get 'Em Up 3:53
8. The Hammer's Coming Down 4:24
9. Miss You 4:02
10. Got Me Runnin' Round (Дует с Фло Райда) 4:05
11. Sister Sin 3:25